# ルドルフ・エヴァーハルト
ルドルフ・エヴァーハルト（Rudolf Ewerhart, 1928年6月15日 - 2022年6月22日）は、ドイツ出身のオルガン奏者、チェンバロ奏者。

## 経歴
ザールラント州レーバッハで生まれた。1946年から1949年までケルン音楽院で宗教音楽を学び、1949年から1953年までフライブルク音楽大学で音楽学を学んだ。
1953年よりミュンスターを中心に音楽活動を展開。コレギウム・アウレウム合奏団とのゲオルク・フリードリヒ・ヘンデルのオルガン協奏曲や、ズザーネ・ラウテンバッヒャーらとのハインリヒ・ビーバーのロザリオのソナタ集等の録音に参加した。オルガンの専門家でもあり、1992年にはデュッセルドルフの聖ヨハネ礼拝堂のオルガンの修復にも参加している。